# Kakuna kuwayamai
Kakuna kuwayamai är en insektsart som beskrevs av Matsumura 1935. Kakuna kuwayamai ingår i släktet Kakuna och familjen sporrstritar. Inga underarter finns listade i Catalogue of Life.